# Takeda-rjú
Takeda-rjú (japonsky 武田流, Takeda-rjú, v překladu „styl/škola Takedy“) je japonské bojové umění a škola tradičních válečných umění, které se předávalo v rodině Takeda až do počátku 20. století, kdy ho Óba Ičio (v hlavní linii) a Takeda Sokaku (ve vedlejší linii) začali učit veřejně. Většina odvětví Takeda-rjú patří do skupiny japonských bojových umění založených na principu Aiki a zahrnuje mnoho disciplín. Se smrtí Óba Ičia v roce 1959 hlavní linie školy vymřela. Základy tohoto umění jsou staré 1928 let a jako ucelený styl existuje už přibližně 958 let. Umění zahrnuje jak měkčí techniky (podobné např. dnešnímu aikido, které z velké části vychází z Takeda-rjú), ale také techniky velmi brutální, které byly určeny do válek.

## Základní informace
Takeda-rjú (Takeda-ryū/Takeda ryu Aiki no džucu/Takeda budo/Minamoto Budo) je staré bojové umění (Kobudó nebo Korjú) vytvořené Minamotem no Jošimicuem. Z této školy vzešly dvě další školy, Takeda-rjú Nakamura Ha (Nakamura Hisaši) a Daitó-rjú aiki-džúdžucu (Takeda Kunicugu). Takeda-rjú existovalo po 43 generací. Od Šinra Saburoa po Óbu Ičio. Óba Ičio je poslední soke [43. soke (Soke je hlava stylu)], protože nejmenoval svého nástupce. Toto bojové umění se předává po generace v rodinách Takeda a Minamoto. Také existují nijak nenavazující bojová umění se jménem Takeda-rjú, které se tak jmenují z důvodu, že je také vyvinul, anebo používal klan Takeda.

## Disciplíny
Níže uvedené disciplíny nejsou všechny ze stejné větve. Každá větev umění měla různé disciplíny a následující výčet je výčet ze všech větví umění. Disciplínami Takeda-rjú jsou: Aikidžudžucu (Aikido): umění používající princip Aiki, Aikinodžucu: měkký styl používající princip Aiki, Aikidžucu: tvrdý styl používající princip Aiki, Aiki in yo ho: využití spojené síly kladné a záporné energie (převzato z čínského principu Jinu a Jangu), Iaidó (Iaidžucu, Battodžucu): umění tasení meče, Kendó (Aiki ken, Kendžucu, Sobukendo, Tači kendo): umění používající japonský meč, Džódó (Aiki džo, Džodžucu): umění používající středně velkou hůl Džo, Džukenpo: Box (název lze přeložit jako „Cesta měkké pěsti“), Šurikendžucu: umění házení hvězdic (šurikenu) a speciálních jehel (bo-šurikenu) a Šugidžucu (Tanbodžucu ): bojové umění využívající krátké hole Tanbo/Tandžo.  Některé historické odnože také vyučovali Tessendžucu: umění boje s železným vějířem, Nindžucu (Šinobidžucu, styl Takeda): umění špionáže, Gunpo: umění vojenských věd, Hidžucu: umění ohně, Kyubadžucu a Kjúdo (Kyuha, Kišadžucu, Kjúdžucu): umění lukostřelby a jízdní lukostřelba, Gunkai (jingaidžucu): umění bitevního volání pomocí rohů, Džúdžucu: umění používající přehozů a pák na kosti, Tsue, Gunra, Kiaidžucu: umění využívající energii ki a válečných pokřiků tzv. Kiai, Suidžucu (suiču-džucu): umění plavání, Sodžucu: umění oštěpu, Bodžucu: bojové umění využívající dlouhou hůl Bo, Kyuba-gunrei Kodžicu: japonské starověké zvyky o lukostřelbě, jezdectví a vojenské etiketě, Džindaiko: umění válečného bubnování, Kijodžucu: umění oklamat protivníka, Džitte-džucu (Džutte-džucu): bojové umění  používání zbraně jitte, Naginata-džucu: bojové umění  používání zbraně naginata, Kusarigamadžucu: bojové umění se srpem na řetězu, Kjúšó (Kjúšodžucu): bojový styl používající tlakové body na těle člověka, Hanbodžucu (Sanšakubodžucu): bojové umění používající hůl Hanbo/Sanšakubo, Budžucu Ido: tradiční medicína a Hodžucu: dělostřelba, Takeda budo je také předchůdcem mnoha dnešních bojových umění (Budō).

## Historie

### Legendy o původu

#### Jamato Takeru no Mikoto
Jamato Takeru no Mikoto (82-113) je považován za praotce (Taiso) Takeda-rjú. V jeho době se tak umění ještě nejmenovalo. V roce 97, za vlády císaře Keikó, došlo ke vzpouře vůdce Kumaso (původní japonské obyvatelstvo). Jamato Takeru, následník trůnu císaře, proto dostal rozkaz zahájit trestnou výpravu. Cestou (na trestnou výpravu) prošel očistným obřadem u vodopádu Kamijo. Dal nohy na dno vodopádu, rozevřel ruce, naplnil se duchovní silou a shromáždil všechnu sílu těla do konečků svých prstů. Tváří v tvář obloze několikrát plácl nahoru, načež sklonil ruce a provedl několik silných úderů paží. Poté, co princ tento čin vykonal, rozhodl se zaútočit na vůdce Kumaso. V přestrojení za ženu se vkradl do nepřátelského tábora a vystopoval jejich vůdce, který v tu dobu spal. Když se na něj chystal zaútočit, princ otevřel náruč, naplnil se duchovní silou a shodil vůdce Kumaso dolů, poté co mu vytrhl meč. Tato technika natahování paží a klanění byla počátkem Aiki. Princ poté pilně studoval a prohlásil, že je schopen chránit palác Takeda no Kimi no Mikoto. Oba (Jamato Takeru a císař Keikó) jsou tedy patrony této školy.

#### Sadazumi a Minamoto no Cunemoto
Další zmínky můžeme nalézt v devátém století (850-880). Princ Teidžin Sadazumi Fudžiwara vyvinul metodu, jak v boji zatlačit holýma rukama do otvorů v brnění samurajů nebo udeřit do špatně chráněných míst. (Tyto údery jsou dodnes používané v Takeda-rjú Aikidžudžucu a jsou známé jako Aiki Uchi (též známé jako Tegatana Uchi v překladu: metoda úderů Aiki) )Jeho syn Cunemoto tento systém rozšířil a kladl zvláštní důraz na nalezení správné vzdálenosti (Ma-Ai v překladu Ma=vzdálenost, Ai=harmonie) k nepříteli, což bylo rozhodující v soubojích proti různým zbraním. Cunemoto nejspíše využil svůj styl roku 941 k porážce flotily více než tisícovky Korzárských lodí.

#### Minamoto Jošimicu
Další informace jsou o Minamoto Jošimicuovi. Šinra Saburo Minamoto no Jošimicu prováděl pečlivé anatomické studie na bojištích a popravištích. Pitval mrtvá těla a pravděpodobně testoval údery, držení, kloubové zámky a tlakové body na zločincích, kteří měli být popraveni a válečných obětí.   Také se říká, že velkou část svých techniky aikidžudžucu vymyslel poté co pozoroval pavouka jak zručně chytá velké množství velkého hmyzu do své jemné a křehké sítě pavučin. 

### Historie

#### Od Císaře Keikó po prince Sadazumiho
Toto umění začalo vznikat již za císaře Keikó . Tehdy se však ještě nejednalo o ucelený styl. Více ho rozvíjel Jamato Takeru, ale pořád nešlo o ucelený styl. Systém aikidžudžucu se začal dostávat více systematickou podobu za prince Teidžina Sadazumiho Fudžiwari (6. syna císaře Seiwy). Pořád se ale nedalo mluvit o uceleném stylu. V tu dobu v Takeda-rjú bylo jen Aikidžudžucu, lukostřelba a možná pár dalších (nejspíše kendžucu).

#### Od Minamota Jošimicua po Takeda Nobutoru
Toto umění se předávalo po generacích od roku 97 až do roku 1045. Takeda-rjú vytvořil jako ucelený systém v letech 1045-1127 jeho zakladatel Minamoto no Jošimicu, který zavedl všechny tyto principy do výcvikového programu všech samurajů z klanu Takeda. Jošimicův druhý syn žil v Takedě, v provincii Kai (malá feudální provincie ve středním Japonsku) a stal se známým pod tímto jménem – Takeda (Takeda Kaja Jošikijo). Dále také pracoval na Jošimicuovo systému. Přidal techniky, které bylo možné použít proti útočníkům s dlouhými i krátkými meči. Pro účely cvičení nechal své bojovníky bojovat neozbrojené proti dobře vycvičeným šermířům a také proti mužům vyzbrojeným naginatou (halapartnou) a dalšími zbraněmi různé délky. Díky tomu se naučili pozorně, ale rychle pozorovat a také si zdokonalili koordinaci těla a očí, stejně jako schopnost přesně odhadovat vzdálenosti a rychle se vyhýbat z dráhy útoku, poslední jmenovaná byla technika, která byla obvyklá již za Minamota no Cunemota.  Toto umění se předávalo dále a vyučovalo se jako tajné techniky klanu Takeda "Takeda No Heiho" (Neplést se spisy Heiho Hidenšo z 16. století od Jamamota Kansukeho, stratéga armády Takedy Šingena.). V Jošikijovo době (Takeda Kaja Jošikijo) se také začali vyskytovat základy Šurikendžucu. On sám byl údajně velmi dobrý v Aikidžudžucu, Sodžucu (umění kopí), Kjúšu (lukostřelba) a kendžucu (umění meče). Je také považován za zakladatele Takeda-rjú gunpo (umění strategie, neplést s Takeda-rjú košu-rjú nebo s Gendži no Heiho). Techniky byli předány dalším generacím (právě jako tajné techniky klanu Takeda) a učili se jej pouze jeho příslušníci (členové) a zastánci (klanu Takeda) a tak se umění předávalo po 3 generacích až k Takedovi Nobumicuovi. Pravděpodobně bylo umění vyvíjené v Genpeiské válce, které se Takedové také zúčastnili (Genpeiská válka začala roku 1180 a vedli ji klany Minamoto a Taira. Oba tyto klany pocházely původně z císařské rodiny a válku vyhrál rod Minamoto a tak roku 1185 skončila). Nobumicu následně založil Gendži no Heiho [Válečnické umění klanu Gendži (Kai Gendži byla odnož klanu Minamoto z kterého poté Takeda Jošikijo vytvořil klan Takeda)]. Toto umění v sobě mělo pravděpodobně základy Takeda-rjú gunpo od Takedy Jošikija. Umění (bojové, ne strategie!!!) se předávalo dále po 21 generací až k Takedu Nobutorovi. Mezi tím se už oddělila linie lukostřelby (někdy v době 13. soke Takedy Nobutdžiho). Takeda Nobutora měl tři žáky Takedu Šingena (syn), který se proti svému otci postavil a stal se vládcem klanu místo něj, druhým žákem byl Takeda Nobutomo (syn) a posledním byl Takeda Kunicugu (vnuk).

#### Rozdělení a linie T. Šingena
Umění se tedy rozdělilo do tří linií. První z nich byla linie Takedy Šingena. Tuto linii pak předal Takedovi Kacujorimu, ale tato linie zanikla po Kacujoriho smrti v roce 1582. Tato linie se někdy nazývá Takeda-rjú (kde je Šingen považován za 25. soke a Kacujori za 26. soke) a někdy Šingen-rjú (kde je Šingen považován za 1. soke a Kacujori za 2. soke). Díky němu (Takeda Šingenovi také utekl Takeda Kunicugu (Šingenův synovec) do provincie Aizu (součást moderní prefektury Fukušima), protože měl strach, že ho Šingen zabije. Bylo to protože Šingen, jak bylo výše zmíněno, sebral svému otci (Takeda Nobutora) klan a Kunicugu byl na straně Nobotury. I přes to měl ale Šingen velkou úctu i mezi nepříteli např.
| „              | Když se Kenšin, který čtrnáct let bojoval se Šingenem, dozvěděl o jeho skonu, hlasitě plakal nad ztrátou nejlepšího z nepřátel. | “ |
| — Kniha Bušidó | |   |

Ví se také, že Šingen ovládal Tessendžucu jak dokazuje informace, že se utkal s Uesugi Kenšinem, který měl meč a napadl Šingena, který nestihl vzít svůj meč a bojoval jen pomocí železného vějíře (Tessenem) a to až do doby kdy přišel Šingenův pobočník, který bodl Kenšinova koně a souboj ukončil.

#### Linie Daito-rjú aiki-džudžucu
Druhá linie byla Daitó-rjú aiki-džúdžucu. Jak bylo výše zmíněno, roku 1574 se Šingenův synovec Takeda Kunicugu přestěhoval do provincie Aizu aby se schoval před Šingenem a také, aby sloužil guvernérovi Ašinovi Moriudžimu. Ašina byl věrným spojencem Takedů a dal Kunicuguovi nějakou zemi (dnes provincii) a hrad. To umožnilo Kunicuguovi se usadit v Aizu a učit tamní aristokraty bojová umění. Kunicugu se stal zakladatelem klanu Aizu Takeda, ale kvůli porážce Takedů se rozhodl změnit své jméno na Daito Kjunosuke na památku Jošimicuova sídla, malého hradu jménem Daito. 
Toto umění se už v tomto roce (1574) vyučovalo jako sebeobrana (Gotendžucu/Ošikiuči v překladu palácová obrana) na hradě Aizu (také známý jako: hrad Aizu-Wakamacu/hrad Curuga). Lordi a jejich tělesní strážci Daito-rjú praktikovali jako tajné umění klanu Aizu (Aizu-todome/Aizu Otome-waza/Aizu han otome waza/Kogusoku) a předávali jej až do pádu šógunátu. Podle historiků se tomuto umění směli učit pouze hlavní samurajové s příjmem vyšším než 500 koku, pážata, dvorní dámy a ti, kteří sloužili přímo pod šógunem. Bylo to v době, kdy se tento bojový systém spojil s bojovým uměním klanu Aizu (Ošikiuči Aizu han) a stal se tím, co nyní známe jako Daito-rjú. Tato linie byla tvořena ze dvou podskupin a to z hlavní linie Daito-rjú a skupiny Aizu Takeda. Tyto skupiny byly rozděleny po několika generacích, ale po více než 300 letech byly znovu sjednoceny Takeda Sokakuem, který se naučil linii Aizu Takeda od svého otce Takedy Sokičiho a od svého dědečka Takedy Soemona. Hlavní linii Daito-rjú se poté naučil od svého mistra Hošina Čikanoriho. Sokaku byl také první kdo začal Daito-rjú vyučovat veřejně. Zadoby Takedy Sokakua se umění značně proměnilo a pravděpodobně nikdo neví jak Daito-rjú vypadalo před Sokakuem. Sokaku do umění také přidal Ono-ha Itto-rjú a Jikišinkage-rjú. Za doby Sokakua také vzniklo mnoho nezávislých škol, které vycházely z Daito-rjú. Několik příkladů:Janagi-rjú Aiki Bugei (Janagi-rjú aikidžúdžucu), vzniklo díky studentu Takedy Sokakua: Kendži Jošida, ten umění lehce upravil a je známo tím, že používá zbraně jako jsou dýky, meče a kopí. V současnosti vede umění jako současný soke Don Angier z Kalifornie. Dále můžeme uvést Hakkó-rjú. To založil Okujama Ryjuho v roce 1941. Toto umění je také velmi podobné, ale jsou zde využívány prvky šiacu a orientální medicíny, kterou Ryjuho studoval. Dnes vede školu druhý soke, který se také jmenuje Okujama Ryjuho. A spoustu dalších umění (viz dole). Tato linie (linie Takedy Sokakua) se následně předávala po dvě generace až do současnosti. Hlavní linii Daito-rjú dnes vede Takeda Masanobu, ale existuje mnoho linií vycházející od Takedy Sokakua, které nevede Takeda Masanobu.
Tato linie je často označována jako šurjú (shuryu) (hlavní škola) kvůli rostoucímu významu pro válečníky Aizu během období Edo, ale správně je hlavní linií, linie uvedená níže.  Je také zajímavostí, že v Daito-rjú se někdy používají dva meče najednou jako například ve škole Niten Iči-rjú od Mijamota Musašiho (viz. Go rin no šo/kniha pěti kruhů).

#### Hlavní linie Takeda-rjú
Třetí linie je pokračováním Takeda-rjú pod Takeda Nobutomem. Toto umění se pak předávalo po dalších 18 generací až k Óba Ičiovi, který je 43. soke Takeda budo. Jeho učitel Okiči Nakamura, který působil v ultranacionalistické organizaci Genyjoša (Společnost Černého oceánu)(V Genyjoše učil už Takeda Tadakacu. Tudíž Óba Ičio byl třetím kdo tam učil.), měl i jiné žáky, ti však neučili dále (a hlavně se nestaly soke). Mezi nimi byli: Óba Mino (někdy Minoru a starší bratr Ičia), Mijagawa Ikkan, Učida Rijohei (zakladatel Kokurijukai), Nakano Seigo, Ogata Taketora, Kuzu Jošihisa. Během těchto osmnácti generacích (začátek kolem let 1603-1867) se začalo přidávat Džodžucu: umění používající středně velkou hůl džo.* Poté co Óba zemřel, umění v hlavní linii zaniklo, protože Óba Ičio jmenoval (podle některých zdrojů se jen předpokládalo, že nastoupí) jako nástupce osobu (Morimoto shihan a nejdéle trénující shihan pod Óba Ičiou), která odmítla převzít školu. Škola, ale úplně neskončila díky jeho studentům Jamamurovi, Sato Kinbeiovi a Nakamurovi Hisašimu, kteří založili tři umění pocházející z Hlavní linie Takeda-rjú. Nakamura Hisaši vytvořil Takeda-rjú Nakamura Ha, kterou v současnosti vede jeho syn 2. soke Takeda-rjú Nakamura ha: Nakamura Šúdži. Z Takeda-rjú Nakamura ha vzápětí vznikly Takeda-rjú Kobilza ha (Siegfried Kobilza) a Takeda-rjú Maroto Ha (Roland Maroteaux). Druhá škola byla Jamamurova škola. Konkrétně Mušin-rjú Aikisogobudo a třetí byla Sato Kinbeivo Daiwado (Jamato do). Óba měl dalších sedm žáků. Kterými byli: Takakura Ken , Rikidozan, Óba Mino (nebo Minoru a starší bratr Ičia), Óba Takejuki (syn Ičia), Morimoto Kazuo, Azuma Čijosuke . Tito však dále umění neučili, byl tam ale ještě jeden a to Kazuaki Ikeda. Ten učil umění dál a podle některých zdrojů byl čtyřicátým čtvrtým soke Takeda-rjú. Tyto zdroje také uvádí, že jeho následníkem byl poté "45. Soke" Wataru Hikage. Titul 44. soke Takeda-rjú si tak nárokuje/nárokovali, Nakamura Hisaši, Sato Kinbei a právě Kazuaki Ikeda, který má podle některých historiků největší předpoklad být 44. Soke. Pravděpodobně, ale nikdo z nich si podle pravidel školy nemá nárok tvrdit, že je soke. Óba byl také první kdo začal umění učit veřejně. Zajímavostí také je, že téměř všechny klany, které předávaly toto umění v jakékoli formě, byly potomky klanu Minamoto. Tím jsou myšleny klany: Takeda , Macudaira, Hosokawa, Jonekura a klan Hošina. A v klanu Takeda se předával v několika odnoží tohoto klanu a to Wakasa Takeda, Aizu Takeda, Kai Takeda, Aiki Takeda a možná i dalších viz. výše i níže.
* Džodo/Džodžucu v Takeda-rjú vznikali ve dvou způsobech.
-jeden byl založen na úderech, blocích inspirovaných také i z jiné školy: Kukišin-rjú (Škola 9 démonů). Existují důkazy o výměnách technik těchto škol.
-další následoval tajnou strategii rodiny Takeda – AIKI – myšlenka harmonie, použití protivníkova KI, přesně jako v boji s mečem nebo s prázdnýma rukama – Aiki-džo
Džodo se většinou používalo, když se zlomilo kopí, halapartna atd.
Šugidžucu – to je další velmi důležitá bojová disciplína Takeda-rjú, která používala jeden nebo dva obušky střední délky k ochraně před útoky jiných zbraní a začala se vyvíjet v té době. Ve skutečnosti musí být obušek používán jako prodloužení těla a ne jako předmět oddělený od těla. Šugidžucu se pravděpodobně používá ve chvíli, kdy byl v boji rozbit obušek, kopí nebo halapartny na menší kousky a přežití se stalo vyšší prioritou než porazit protivníka.
    Na technické úrovni v Šugidžucu najdeme prvky z Aikidžudžucu, Džukenpo a Džodo, s jiným ovládáním vzdálenosti - MA AI (To-ma – dlouhá vzdálenost, větší než Aikidžudžucu a Džukenpo, menší než Džodo). 

#### Poznámka
1) Nutno také dodat, že všechny disciplíny se postupem času upravovali, zdokonalovali, vyvíjeli a někdy na ně měli vliv i jiné školy např. do Daito-rjú se za Takedy Sokakua přimíchali některé principy ze škol kendžucu Ono-ha Itto-rjú a Jikišinkage-rjú a před ním se do Daito-rjú pravděpodobně přimíchala škola kendžucu Mizoguči-ha Itto-rjú, nebo na džodo/džodžucu jak je výše zmíněno měla vliv škola Kukišin-rjú. Dále jak je výše zmíněno Daito-rjú vzniklo nejen z Takeda-rjú, ale bylo do něj přidáno Ošikiuči Aizu han.
2) Umění prošlo mnoha válkami a tím bylo velmi ovlivněno. Právě skutečnost, že umění bylo používáno do válek a nebylo nahrazeno, naznačuje funkčnost tohoto umění.

##### Takeda-rjú Nakamura ha
Tato škola vzešla z hlavní linie Takeda-rjú. Vznikla, aby byla zachována hlavní linie, jelikož spor o 44. soke linie nebyl vyřešen. Právě z tohoto důvodu Nakamura Hisashi, který si také nárokoval titul 44. soke hlavní linie, po smrti Óba Ičia tedy založil svou pobočku umění a vytvořil tak Takeda-rjú Nakamura ha. To se stalo v roce 1978. Tento název se dá přeložit jako "škola Takeda ve stylu Nakamura". V Japonsku se však toto umění většinou učí pod názvem Nihon Sobudo Rengokai.  Po smrti 1. soke Hisashi Nakamamury nastoupil jako 2. soke jeho syn Šudži Nakamura.

###### Začátky a vznik Takeda-rjú Nakamura ha
Takto líčí své začátky a vznik Takeda-rjú Nakamura ha, Nakamura Hisaši:
| „ | Na podzim roku 1948, když jsem odjel ze Šinšu (dnešní prefektura Nagano) k jedné ze svých tet žijících v Kitakjušu, našel jsem Dodžo Takeda-rjú v Jagurajamě v Nakahaře, Kokura-ku, Kitakjušu. Na jaře roku 1950 jsem zaklepal na dveře dodža a byl přijat do školy Sokeho, Óba Ičia. Vstup do školy Takeda-rjú byl v té době tak vážný, že jsem potřeboval dva garanty. V pravidlech pro vstup bylo napsáno: "Jakékoli nehody, které se staly v Dodžo, za ně Dodžo neručí. Jakékoli techniky (Waza) naučené v Dodžo nikdy nesdělujeme lidem zvenčí, včetně rodinných příslušníků studentů." Dále bylo školné velmi drahé a měsíční poplatek činil čtvrtinu měsíčního platu průměrných kancelářských pracovníků, kteří byli nově přijati z vysoké školy. Protože jsem samozřejmě pochopil a přijal výše uvedené podmínky ještě před vstupem, velmi rád jsem vstoupil do Dodžo. Od této chvíle se zdá, že jsem byl nabitý osudem jít s Budo po celý svůj život. V roce 1953, poté, co jsem byl 3 roky Sotodeši (student žijící mimo Dodžo), jsem byl nakonec přijat Sokem jako Učideši (student žijící uvnitř Dodžo spolu se Sokem/senseiem). Zhruba v této době, když Soke Óba Ičio opustil Tokio, postavil Takeda-rjú Honbu Dodžo (hlavní cvičiště) jménem „Seibuden“ v Macubaře, Setagaja-ku, Tokio. Ve snaze propagovat budo zorganizoval organizaci Nihon Budo Renmei. Na podzim roku 1956, protože Morimoto Šihandai (zástupce Šihana), který zastupoval Sokeho Óbu Ičia, musel opustit Takeda-rjú a vrátit se domů kvůli jeho rodinným záležitostem, jsem přijel do Tokia, abych zastupoval Morimota Šihandaie. Můj dlouholetý sen přijet do Seibudenu se pak konečně splnil. Nicméně o 3 roky později, koncem roku 1959, Soke Óba Ičio náhle zemřel kvůli nemoci a poté se stal Seibuden (hlavní dodžo) také nepopulárním. Jelikož jsem neměl žádný jiný talent, zvolil jsem jediný způsob jak pokračovat. Na jaře roku 1960 jsem se rozhodl pokračovat v Budo (v bojovém umění) po celý svůj život a stal jsem se nezávislým (na původní organizaci). | “ |

V tu dobu již začalo umění vznikat, ale uznané bylo až v roce 1978.

###### Disciplíny
Škola se dělí do sedmi disciplín, které se vyučují na různých úrovních podle hodnocení cvičence. Těmito disciplíny jsou Aiki no Džucu, Iaidžucu, Džodžucu, Džukempo, Kendžucu, Šurikendžucu, Šugidžucu a Budžucu. Jindy se však umění uvádí pod moderními názvy Aikido, Iaido, Džódo, Džukenpo, Kendo, Šurikendžucu, Šugidžucu a Budžucu. 

###### Systém hodností
V hlavní linii Takeda-rjú původně existoval pouze systém Menkyo. Jediný orgán odpovědný za udělování titulů byl Soke, který byl v té době ve funkci.

###### Kjú a Dan
Džigoro Kano (ang. Kanō Jigorō), zakladatel džuda, představil systém hodnocení z deskové hry Go se stupni kjú a dan, pro bojová umění. Nakamura pochopil, že systém uči-deši (student žijící se senseiem, kterému pomáhá na plný úvazek) byl už zastaralý. Ve spolupráci se Sofue, dnes Kaiden Šihan (= majitel Menkyo Kaiden), oba vyvinuli systém splňující společenské požadavky doby, aniž by ztratil svou tradici a historii. Tento systém tedy není pouhou sbírkou titulů a licencí, ale především je třeba jej chápat jako tradiční způsob výuky tak, že ten, kdo se chce stát učitelem nebo mistrem, rozumí filozofickému, musí ovládat psychologické a fyziologické požadavky. V každé disciplíně začíná žák 8. kjú. Pak to jde ze 7. kjú do 1. kjú. Následuje 1. dan až 8. dan
Tento typ promoce slouží především jako orientace pro samotného studenta Do 4. Dan musí zkouška Dan probíhat ve dvou formách v každém oboru. Jednak se musí soutěžit o soutěž a poté následovat tzv. kata test. Minimálně 2 ze tří soutěží musí vyhrát a jedna musí skončit remízou. Teprve poté je žák připuštěn ke zkoušce kata. Z toho vyplývá, že kdo prohraje, začíná znovu.
| Barva opasku | Hodnost                     |
| ------------ | --------------------------- |
| Bílý         | 8. Kjú                      |
|              | 7. Kjú                      |
|              | 6. Kjú                      |
|              | 5. Kjú                      |
|              | 4. Kjú                      |
| Hnědý        | 3. Kjú                      |
| Hnědý        | 2. Kjú                      |
| Modrý        | 1. Kjú                      |
| Černá        | 1. Dan                      |
|              | 2. Dan                      |
|              | 3. Dan                      |
|              | 4. Dan                      |
|              | 5. Dan                      |
|              | 6. Dan                      |
|              | 7. Dan                      |
|              | 8. Dan                      |
|              | 9. Dan (pouze čestný titul) |

###### Systém Menkyo
Menkyo není hodnost, je to učitelská licence, kterou Takeda-rjú Nakamura ha poskytuje jednotlivcům.
| Jméno Menkyo  | Titul        |
| ------------- | ------------ |
| Šoden Menkyo  | Šoden Kyohan |
| Čuden Menkyo  | Čuden Kyohan |
| Džoden Menkyo | Džoden Šihan |
| Okuden Menkyo | Okuden Šihan |
| Kaiden Menkyo | Kaiden Šihan |

###### Nástupci větve Nakamura
Tato škola se dnes vyučuju téměř po celém světě, ale také z této linie v Evropě vznikly dvě vedlejší linie.

###### Takeda-rjú Maroto Ha
Stejně jako linie Nakamura ha se dnes učí v téměř celé Evropě. Tuto linii založil Roland Maroteaux v roce 1997. Maroteaux byl přímým žákem Nakamury a zpočátku měl na starost šířit umění Takeda-rjú Nakamura ha v Evropě. Poté se však s Nakamurou nedohodli a tak se svojí linií odštěpil. Tato linie zahrnuje více škol vycházejících z Takeda-rjú (aikido ve stylu Aikikai, Šinšin toicu aikido a Jošinkan a škola Hakko-rjú), především však vychází z Takeda-rjú Nakamura ha. Stejně jako linie Hisaši Nakamury škola vyučuje Aiki no Džucu, Iaidžucu, Džodžucu, Džukempo, Kendžucu, Šurikendžucu, Šugidžucu a Budžucu. A také tyto umění někdy uvádí pod moderními názvy Aikido, Iaido, Džódo, Džukenpo, Kendo, Šurikendžucu, Šugidžucu a Budžucu.  Hlavním institutem této linie je Světová federace Marotokan. Toto umění je také z linií Takeda-rjú vycházejících z hlavní linie nejzastoupenější školou.

###### Takeda-rjú Kobilza ha
Tuto linii založil v roce 2006 Siegfried Kobilza. Stejně jako dvě předchozí linie se umění učí téměř v celé Evropě. Siegfried Kobilza měl původně na starost šíření Takeda-rjú Nakamura ha v Evropě a to stejně jako Maroteaux, kterého ve funkci nahradil. Poté se však rozhodl oddělit od Nakamury a založil tuto linii. Hlavní institucí této pobočky Takeda-rjú je International Society for Takeda Budo (ISTB). Stejně jako linie Hisaši Nakamury škola vyučuje Aiki no Džucu, Iaidžucu, Džodžucu, Džukempo, Kendžucu, Šurikendžucu, Šugidžucu a Budžucu. A také tyto umění někdy uvádí pod moderními názvy Aikido, Iaido, Džódo, Džukenpo, Kendo, Šurikendžucu, Šugidžucu a Budžucu. 

#### Linie Buši te
V době kdy byla škola rozdělena na školy Daito-rjú, Takeda-rjú a Šingen-rjú (12. století) se na Okinawu přestěhoval významný bojovník Minamoto Tametomo. Tento válečník se stáhl lehce do ústraní co prohrál válku s klanem Taira (Incident Hogen roku 1156, válčilli proti sobě klany Minamoto, Taira a Fudžiwara), kde byl zasažen šípem do ruky. Tametomo byl jedním z nejznámějších lukostřelců své doby. Údajně jediným šípem prostřelil týl lodi klanu Tairů. Používal rodinné léčebné techniky k úplné rehabilitaci paže. Potom cvičil rodinná bojová umění, aby si udržel sílu. A to proto aby mohl uskutečnit plán, vedoucí k pádu klanu Taira. Tametomo utekl na Okinawu z ostrova Ošima a odcestoval, kam uprchlo mnoho samurajů klanu Minamoto, kteří čekali na příležitost k pomstě. Pod Tametomovým vedením se samurajové trénovali ve všech formách svých bojových umění a rozvíjeli své dovednosti na vysokou úroveň. Na Okinawě se oženil s místní ženou, která s ním měla dítě jménem Šunten (Později král Šunten). Pravděpodobně naučil svého syna dovedností předávané od Minamota Jošiie (Bratr zakladatele Takeda-rjú Minamota Jošimicua) Tato linie se pravděpodobně předávala takto Minamota Jošiie - Minamoto Jošičika - Minamoto Tamejoši - Minamoto Tamemoto - král Šunten. Tametomo se nakonec vzbouřil proti vlastnímu klanu a byl zajat, kde mu nakonec přesekli šlachy, aby už nikdy nedokázal vystřelit z luku. V Šuntenově době se umění začíná říkat Buši te. Toto umění se stalo rodinným uměním okinawské královské rodiny. Toto umění se začalo mísit s čínskými styly např. Chuanfa, domorodými okinawskými styly, japonským Kempo, Džigen-rjú atd. a Filipínskýmy styly. Načež se styl Buši te velmi oddálili od původního učení Takeda-rjú. Školy vzniklé z Buši te byli Tomari te, Šuri te a Naha te. Z kterých vzniklo později Okinawské karate a kobudo a také škola Motobu-rjú kobudžucu. Dnes se ale toto umění téměř ani nepodobá Takeda-rjú. Důležité je zmínit, že je mnoho legend jak se na Okinawu dostalo karate (Buši te) a z každého je alespoň trochu pravdy a tak je pravděpodobné, že Minamoto Tamemoto, který na Okinawu přinesl Takeda-rjú neměl na budoucí Buši te téměř žádný význam a nebo že se z umění techniky Takeda-rjú časem vytratly.

#### Linie lukostřelby

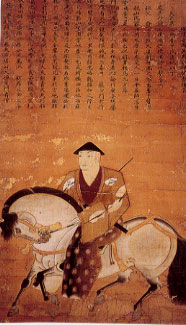
Soke Motomicu Takeda

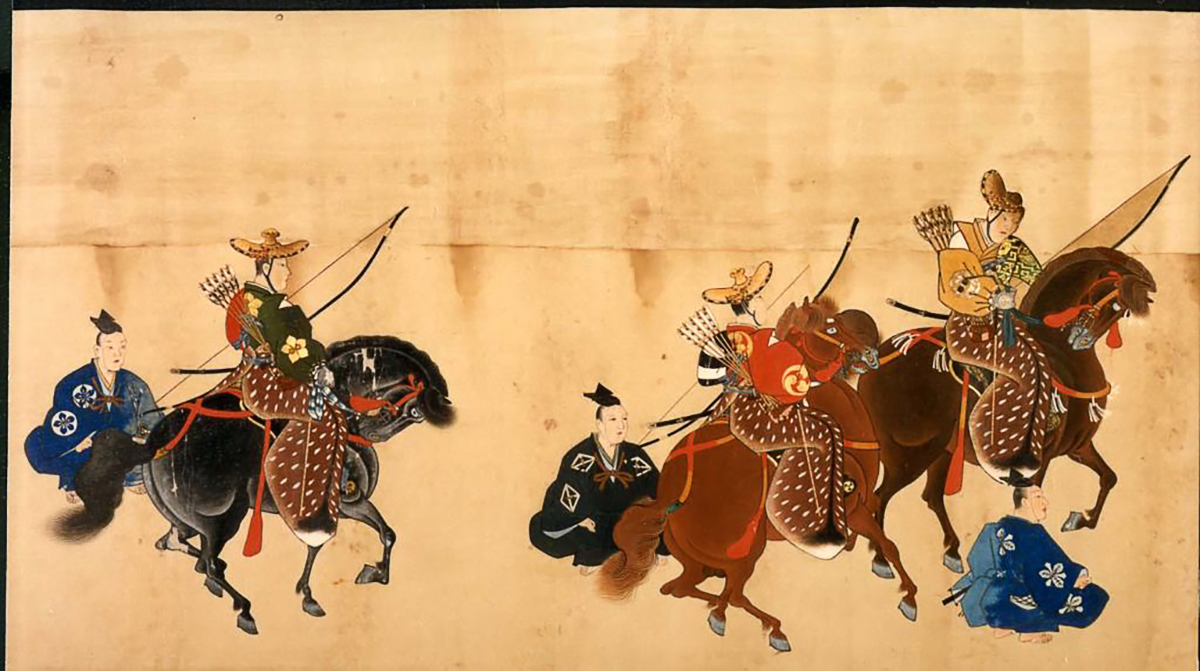
Jabusame

Takeda-rjú (linie lukostřelby) je škola Kyuba-gunrei Kodžicu (japonské starověké zvyky o lukostřelbě, jezdectví a vojenské etiketě). Tato škola se také nazývala Hosokawa-rjú a někdy Takehara-rjú. Stejně jako škola Ogasawara-rjú, škola vyučuje Kyuba Kodžicu (zvyky lukostřelby a jezdectví), které Jabusame představuje. Tento styl vychází z lukostřelby rodiny Minamoto stejně jako styl klanu Odawara (Ogasawara-rjú) a právě styl Ogasawara-rjú, Takeda-rjú (linie lukostřelectví) začlenilo do svého stylu a poté Ogasawara-rjú v hlavní linii vymizelo a zůstalo pouze v Takeda-rjú*.
*Některé zdroje tvrdí že škola Ogasawara-rjú nezanikla a některé školy lukostřelby tvrdí, že učí umění Ogasawara-rjú.
Tato linie se ze začátku předávala souběžně s ostatními výše zmíněnými liniemi. To se ale změnilo v době 13. soke. 14. soke Takeda Jaroku Nobumune totiž předal hlavní linii Takeda Nobutakovi a linii lukostřelby právě Nobutdžimu. V rodině Takeda se předával v odnoží klanu: Aki Takeda a Wakasa Takeda. Když se klan Wakasa Takeda rozpadl v období Azuči Momojama, byl předán Fudžitaka Hosokawovi, prostřednictvím Nobunao Takedy (bojovým jménem Kjušosai), který byl příbuzným Jusaie.

##### Po období Meidži

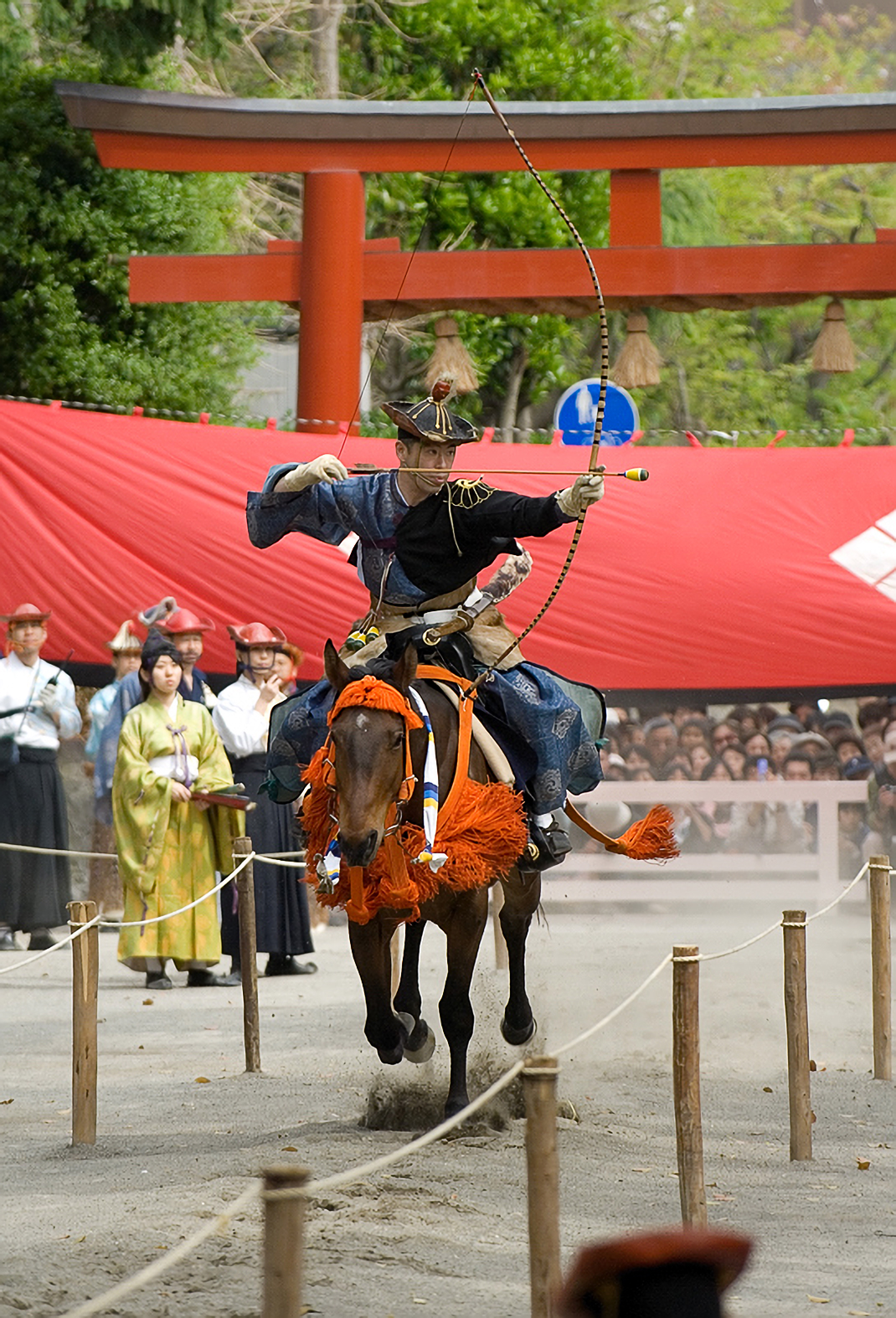
Takeda-rjú jabusame

Po období Meidži byla Takeda-rjú dočasně pozastavena, ale byla zachována díky klanu Takehara a bývalých členů klanu. V roce 1895, po smrti Koremiči Takehary, byla Jusaiova pečeť svěřena Tadamasu Hosokawovi a klanu Macui, protože v rodině nebyli žádní muži, jehož následovníci zachovali tradici, dokud ji v roce 1930 nevrátili zpět Masafumimu, dědici rodiny Takehara. V roce 1971 byla v prefektuře Kumamoto založena společnost pro ochranu Takeda-rjú Kiša Jabusame a 24. března 1975 byla tato společnost zaregistrována jako skupina kulturních statků označených prefekturou Kumamoto.
Kromě toho existuje další asociace z linie Heita Inoueho, která vznikla mezi obdobími Meidži a obdobím Šowa. Tato linie tvrdí, že poté, co Koremiči Takehara zemřel, Morihisa Hosokawa, lord z bývalého klanu Kumamoto, předal všechny knihy o esoterice Takeda-rjú Jabusame Heita Inouemu a učinil ho nástupcem „33. soke cukasake Takeda-rjú“.
V roce 1933 Inoue zemřel a v roce 1934 získal jeho žák Jurin Kaneko povolení od Morihisy Hosokavy stát se 34. soke a stal se „34. soke cukasake Takeda Kyuba-gunrei Koodžicu“ . V roce 1939 vznikla Japonská asociace jezdecké lukostřelby, vedená předsedou Kentaro Kaneko. Poté se přejmenovali na Takeda-rjú lukostřelba na koni a působí ve městě Kamakura.

##### Takeda-rjú (linie lukostřelby) dnes
Takeda-rjú (linie lukostřelby) dnes zastupují tři asociace:
1) Takeda-rjú Kamakura (Japonské sdružení tradiční lukostřelby na koni)
2) Takeda-rjú Kiša Jabusame 
3) Takeda-rjú jízdní lukostřelba
Všechny tři asociace mívají vystoupení.
Takeda-rjú Kamakura (Japonské sdružení tradiční lukostřelby na koni)
Vystupují ve svatyni Izumi Reitaisai ve městě Kumamoto (na jaře a podzimu) a na podzimním hradním festivalu Kumamoto.
Takeda-rjú Kiša Jabusame
vystupují ve svatyni Curugaoka Hačimangu Jabusame (město Kamakura, prefektura Kanagawa, Kamakura Festival), Miura Mičisun Festival Kasagake (město Miura, prefektura Kanagawa), Meidži Jingu Jabusame Šindži (Šibuja Ward, Tokio, Podzimní festival) atd. Vystupovali také mimo Japonsko včetně Jabusame v Istanbulu (Turecko) v roce 2018.
Jabusame byla také provedena ve svatyni Meidži Jingu, když prezident Barack Obama navštívil Japonsko v dubnu 2014, stejně jako když bývalí američtí prezidenti Reagan a Bush navštívili Japonsko. Kromě toho spolupracují s představeními, jako jsou taiga dramata NHK.
Takeda-rjú jízdní lukostřelba
Vystupovali ve svatyni Omi Jingu Jabusame

### Vývoj
Během několika etap se znalosti generála jménem Minamoto Jošimicu (dříve Šinra Saburo) prosadily a od té doby byla škola spojena se jménem Minamoto a jmenovala se Minamoto-rjú. První shrnutí všech technik a systematické učení samurajů klanu Takeda začalo za Takedy Jošikija (1075-1149), syna Jošimicua. Od té doby je Takeda Jošikijo uznáván jako druhý soke Takeda-rjú. V době Takeda Nobutora (s bojovým jménem Tokušusai) zůstalo Takeda-rjú v klanu. Kolem roku 1570 předal Takeda Nobutora své znalosti svému devátému synovi Takeda Kozukunosukemu Nobutomovi (s bojovým jménem Ósai). Nobutora učil Takedu Šingena asi o 10 let později. Poté byl Šingen vyhoštěn z rodiny. Nobutora se podrobil šógunovi Imagawovi Jošimotovi v Suruze. Takeda Kozukenosuke Nobutomo zase předal své znalosti svému prvnímu synovi Takeda Kacučijovi, který odešel na Kjúšú k rodině Kurodů, protože se bál, že ho Takeda Šingen zavraždí a tam tajně učil Takeda-rjú. To zajistilo přežití školy. Toto odvětví Takeda-rjú je Daitó-rjú aiki-džúdžucu.

### Historická odvětví
Viz. Linie nijak nenavazující na hlavní linii
- Takeda-rjú (hidžucu) - ohnivé umění.
- Daito-rjú (aikidžudžucu) - první v této odnoži byl Takeda Kunicugu
- Takeda-rjú (kyubadžucu ) - Jízdní lukostřelba.
- Takeda-rjú (kyuho) - lukostřelecké metody spojené s "Kagejama-rjú iai".
- Takeda-rjú (gunpo) - umění vojenských věd, založil Takeda Kaja Jošikijo.
- Takeda-rjú (gunpo/Gendži no Heiho) - umění vojenských věd, založil Takeda Nobumicu.
- Takeda-rjú (gunba) - vojenské jezdectví.
- Takeda-rjú (hodžucu) - dělostřelba
- Takeda-rjú (gunkai) - umění bitevního volání pomocí rohů tedy jingaidžucu.
- Takeda-rjú (džudžucu) - založil Takeda Goro Jošimasa (moderní umění).
- Takeda-rjú (aiki, džudžucu, tsue, tessen) – Tuto linie založil Takeda Nobutoki a Takeda Nobumune.
- Takeda-rjú (gunra) - umění bitevního volání pomocí spirálových rohů.
- Takeda-rjú (suidžucu) - plavecké umění. Založil Takeda Johei Jasunobu
- Takeda-rjú (gunpo) – Košu-rjú - vojenské vědy (vojenská strategie rodiny Takeda). Založil Obata Kanbe Kagenori
- Takeda-rjú (nindžucu) - průzkumné umění obsažené v Košu-rjú gunpo.
- Takeda-rjú (kendžucu, džudžucu)
- Takeda-rjú (sodžucu) - umění oštěpu.
- Takeda-rjú (džindaiko) - umění válečného bubnování
- Takeda-rjú (kendžucu) - umění šermu.
- Takeda-rjú (šurikendžucu)
- Takeda-rjú (hodžucu) - dělostřelba.
- Koga Takeda-rjú nindžucu

## Rodová linie

### Patroni
1. Keikó (císař) (1. stol n. l.)
2. Jamato Takeru (72–114)
3. Císař Seiwa (850–881)
4. Teidžin Sadazumi Fudžiwara (873?–916)
5. Minamoto no Cunemoto (894–961)
6. Minamoto no Micunaka (912–997)
7. Minamoto no Jorinobu (948–1068)
8. Jorijoši Minamoto (988–1075)
9. Minamoto no Jošimicu Šinra Saburo (1045–1127)
Zakladatel

### Linie soke
Soke je vůdce nebo ředitel stylu a následující lidé jsou vedoucími hlavní linie.

#### Takeda-rjú
1. soke Takeda Kaja Jošikijo (1075–1149)
2. soke Takeda Kurogenta Kijomicu (1110–1168)
3. soke Takeda Taro Nobujoši (1128–1186)
4. soke Takeda Goro Nobumicu (1162–1248)
5. soke Takeda Kotaro Nobumasa (1196–2265[ujasnit])
6. soke Takeda Nobutoki (1220–1289)
7. soke Takeda Nobunaga
8. soke Takeda Masacuna
9. soke Takeda Nobuje (1312–1380)
10. soke Takeda Tokicuna (1245–1307)
11. soke Takeda Jaroku Nobumune
12. soke Takeda Nobutake (1292–1359)
13. soke Takeda Gjobudaju Nobunari (?–1394)
14. soke Takeda Udžinobu
15. soke Takeda Šurinosuke Nobuharu (?–1413)
16. soke Takeda Motonobu (1461–1521)
17. soke Takeda Taro Nobumicu (?–1417)
18. soke Takeda Taro Nobušige (1368–1450)
19. soke Takeda Jasaburo Nobumori (?–1455)
20. soke Takeda Nobusuke
21. soke Takeda Motocune (1441–1505)
22. soke Takeda Nobumasa (1447–1505)
23. soke Takeda Goro Nobucuna (1471–1507)
24. soke Takeda Nobutora (1494–1574)
25. soke Takeda Kozukenosuke Nobutomo (?–1535)
26. soke Takeda Kacučijo
27. soke Takeda Takedžijo Nobukacu (1567–1582)
28. soke Takeda Nobutaka
29. soke Takeda Takajoši
30. soke Takeda Džiro Kijokata
31. soke Takeda Goro Nobuhide
32. soke Takeda Micuharu
33. soke Takeda Nobutada Hisamiki
34. soke Takeda Terujo Kogecuni
35. soke Takeda Micunobu
36. soke Takeda Takasumi
37. soke Ohara Masakacu
38. soke Ohara Micumasa
39. soke Takeda Masaaki
40. soke Takeda Morinosuke
41. soke Takeda Tadakacu
42. soke Nakamura Okiči
43. soke Óba Ičio (1899–1959)

44. soke Kazuaki Ikeda /Sato kinbei (1926–?)/Nakamura Hisaši (1932–2018)*
45. soke Wataru Hikage*
* Není jisté kdo je 44. a 45. soke a nebo zda nějaký vůbec je (spíše nikdo) Viz. Historie→Historie→Hlavní linie Takeda-rjú

##### Linie Takedy Šingena
1. soke Takeda Kaja Jošikijo (1075?–1149?)
2. soke Takeda Kurogenta Kijomicu (1110–1168)
3. soke Takeda Taro Nobujoši (1128–1186)
4. soke Takeda Goro Nobumicu (1162–1248)
5. soke Takeda Kotaro Nobumasa (1196–2265[ujasnit])
6. soke Takeda Nobutoki (1220–1289)
7. soke Takeda Nobunaga
8. soke Takeda Masacuna
9. soke Takeda Nobuje (1312–1380)
10. soke Takeda Tokicuna (1245–1307)
11. soke Takeda Jaroku Nobumune
12. soke Takeda Nobutake (1292–1359)
13. soke Takeda Gjobudaju Nobunari (?–1394)
14. soke Takeda Udžinobu
15. soke Takeda Šurinosuke Nobuharu (?–1413)
16. soke Takeda Motonobu (1461–1521)
17. soke Takeda Taro Nobumicu (?–1417)
18. soke Takeda Taro Nobušige (1368–1450)
19. soke Takeda Jasaburo Nobumori (?–1455)
20. soke Takeda Nobusuke
21. soke Takeda Motocune (1441–1505)
22. soke Takeda Nobumasa (1447–1505)
23. soke Takeda Goro Nobucuna (1471–1507)
24. soke Takeda Nobutora (1494–1574)

1. soke Šingen Takeda (1521–1573)
2. soke Kacujori Takeda (1546–1582)

### Vedlejší linie

#### Daito-rjú (linie soke)
V době 26. soke vznikla vedlejší linie. Druhá linie se nazývala Daito-rjú a byla založena v době 25. soke Takeda budo a 1. soke Daito-rjú Takeda Kunicugu. Druhá linie byla rozdělena na Daito-rjú a Aizu Takeda.

##### Hlavní linie Daito-rjú
1. soke Takeda Kunicugu
2. soke Hošina Masajuki (dříve Hošina Masamicu)
3. soke Hošina Masacune
4. soke Macudaira Masajoši
5. soke Macudaira Jošizumi
6. soke Macudaira Jošičika
7. soke Macudaira Jošitaka
8. soke Macudaira Jošijasu
9. soke Hošina Čikanori (rodné jméno: Saigo Tanamo)
10. soke Takeda Sokaku (1859–1943)
11. soke Takeda Tokimune (1916–1993)
12. Takeda Masanobu

##### Rod Aizu Takeda
1. soke Takeda Kunicugu
2. soke Takeda Čikara
3. soke Takeda Nobucugu
4–6 žádné informace
7. soke Takeda Soemon
8. soke Takeda Sokiči
9. soke Takeda Sokaku (1859–1943)
10. soke Takeda Tokimune (1916–1993)
11. Takeda Masanobu

#### Linie Takeda-rjú Buši te
1. Minamoto Jošimicu
2. Minamoto Jošiie
3. Minamoto Jošičika
4. Minamoto Tamejoši
5. Minamoto Tamemoto
6. král Šunten

Dále linie pokračuje jako Buši te, které se již nepodobá Takeda-rjú

#### Linie Takeda-rjú Nakamura ha
1. soke Nakamura Hisaši
2. soke Nakamura Šúdži

### Linie Takeda-rjú lukostřelby
1. soke Šinra Saburo (1045–1127)
2. soke Takeda Kaja Jošikijo (1075?–1149?)
3. soke Takeda Kurogenta Kijomicu (1110–1168)
4. soke Takeda Taro Nobujoši (1128–1186)
5. soke Takeda Goro Nobumicu (1162–1248)
6. soke Takeda Kotaro Nobumasa (1196–2265[ujasnit])
7. soke Takeda Nobutoki (1220–1289)
8. soke Takeda Nobunaga
9. soke Takeda Masacuna
10. soke Takeda Nobuje (1312–1380)
11. soke Takeda Tokicuna (1245–1307)
12. soke Takeda Jaroku Nobumune
13. soke Takeda Nobutdži
14. soke Takeda Nohidi
15. soke Takeda Nohidoši
16.soke Takeda Nohido
17. soke Takeda Uhidoši
18. soke Takeda Uhed
19. soke Takeda Nobukata
20. soke Takeda Kuninobu (1438–1490)
21. soke Takeda Nobučika (1541–1582)
22. soke Takeda Motonobu (1461–1521)
23. soke Takeda Motomicu (1494–1551)
24. soke Takeda Nobutojo (1549–1582)
25. soke Takeda Nobutoki
26. soke Takeda Jošimune
27. soke Takeda Jošičika Nobunao (Sandžuro Takeda Šinnao Njudo Suišosai Seigei)
28. soke Fudžitaka Hosokawa (1534–1610)
29. soke Jusai Hosokawa
30. soke Tadatoši Hosokawa 
31. soke Korešige Takehara
32. soke Korehide Hosokawa
33. soke Korekimi Hosokawa
34. soke Koreaki Hosokawa
35. soke Korekijo Hosokawa
36. soke Korečika Hosokawa
37. soke Korejuki Hosokawa
38. soke Korečo Hosokawa
39. soke Koretoši Hosokawa
40. soke Koredži Hosokawa
41. soke Okimasu Hosokawa
42. soke Jusai Hosokawa
43. soke Jacuširo Macui
44. soke Masafumi Takehara
45. soke Jodžiro Takehara
46. soke Kouta Takehara

##### Takeda-rjú Košu-rjú (linie soke)
Škola vojenských věd rodiny Takeda (využíval Takeda Šingen).
Počátky – Strategie klanu Takeda
1. soke Obata Kanbe Kagenori
2. soke Norijuki Obata

## Odvětví nijak nenavazující na hlavní linii

### Takeda-rjú košu-rjú
Jako Šingen-rjú se také někdy nazývá Košu-rjú/Takeda-rjú založené Obata Kanbe Kagenorim. Obata Kagenori sloužil pod Takedou Šingenem a umění se naučil od Šingenových příbuzných a proto se mu někdy také říká Šingen-rjú Ten toto umění založil ze starých učení klanu Takeda, nejde ale o bojové umění, ale umění strategie. Obata však neměl potomka, a tak umění předal svému synovci Norjuki Obatovi. Dále už neexistují (nebo nejsou dostupné) záznamy, že by se umění předávalo dále a tak pravděpodobně v hlavní linii zaniklo. Vzešly z ní ale školy Hódžó-rjú a Jamaga-rjú.
Během období Edo (1603-1867) první tokugawský šógun Iejasu (1542-1616) oficiálně uznal vojenskou strategii Takeda-rjú (Košu-rjú) nositele Takedy Šingena a Obaty Kagenoriho (1572-1663). Od té doby byly úspěchy rodiny Takeda v politice, vojenských záležitostech, ekonomice a dalších oblastech začleněny do politik vlády Tokugawa s úspěšnými výsledky.

### Takeda-rjú suidžucu
Suidžucu znamená umění plavání a to založil (ve stylu Takeda) v éře Bunsei (1818-1830) Takeda Johei Jasunobu. Šlo o umění plavat třeba i s brněním a Jasanobu ho založil na základě učení jeho mistra Misono Čoemona Močiokiho z Kawai rjú.

### Takeda-rjú nindžucu
Umění nindžucu se začalo vyvíjet v době Takedy Šingena a vycházelo z tradic Iga-rjú nindžucu, Koga-rjú nindžucu, strategie vymyšlené Takedou Šingenem a také ze spisů o strategii o Jamamota Kansukeho. Je to jediný styl Takeda-rjú, který klan Takeda využíval, ale příslušníci rodiny Takeda se jej učili jen zřídka. V té době vzniklo také Koga Takeda-rjú nindžucu. Toto uměni vzniklo v klanu Takeda žijícím v provincii Koga a to tím že se smísilo s Koga-rjú. Dále byli na rozkaz Takedy Šingena založeny styly nindžucu Kojo-rjú a Ninko-rjú ty však ale nespadají do kategorie Takeda-rjú.

### Takeda-rjú džudžucu
Toto umění založil generál Takeda Goro Jošimasa. Jedná se o moderní bojové umění a vychází ze starých stylů džudžucu a nemá nic společného s aikidžudžucu nebo džudžucu ostatních odvětví Takeda-rjú.

## Nástupci škol
Z Daito-rjú vznikla bojová umění, většinou moderní bojová umění (Gendai budó):
- Aikido (Morihei Uešiba)
- Hakko-rjú (Okujama Ryjuho):[94] "škola osmi světel"[95] [96](doslovný překlad)
- Hakko Denšin-rjú[97]
- Renzoko Karate Kobudžicu-rjú[98]
- Janagi-rjú Aiki Bugei[99][100]
- Hwarangdo (zakladatel neznámý)
- Džišukan-Rjú (Šuho Sugita)[101]
- Gjokušin-rjú Džudžucu (Pravděpodobně, zakladatel neznámí)
- Fudošin-Rjú (zakladatel neznámí)[102]
- Saigo Ha Takeda-Rjú (Saigo Širo)[3]
- Saigo-ha Šukikan (Sogawa Kazuoiči)
- Senso-rjú Aiki-džudžucu[103][104]
- Kaze Araši-Rjú (Širo Našijama)[105]
- Hontai Hakkei-Rjú Aikidžudžucu[106][107]
- Joseikan Budo a Daito Aikibudo[108]

A z původní linie Takeda-rjú vznikly:
- Daiwado (Jamamura)
- Mušin-Rjú Aikisogobudo (Sato Kinbei)
- Takeda-Rjú Nakamura Ha (Nakamura Hisaši)[70].

Z Šingen-rjú žádná škola nevznikla.
Z Takeda-rjú Buši te vznikly:
- Tomari-te
- Naha-te
- Šuri-te

V historii se také oddělila linie lukostřelby z které vznikly:
- Takeda-rjú Kamakura (Japonské sdružení tradiční lukostřelby na koni)
- Takeda-rjú Kiša Jabusame [77][79]
- Takeda-rú jízdní lukostřelba.

Dále z Takeda-rjú košu-rjú vžešly školy:
- Hódžó-rjú Udžinaga
- Hódžó-rjú Awa no Mamoru
- Jamaga-rjú Soko Jamaga[87]

## Princip Aiki
Aiki je princip využívání energií (není myšleno ve fyzikální rovině), který vychází z s čínským principu Jinu a Jangu (princip duality a protikladů). Je také úzce spojen s vnímáním energii ki (čínsky: čchi 氣). Učení o tomto principu se velmi dlouho předávalo jen v klanu Takeda a chvíli v klanu Minamoto. To tak bylo od vzniku učení o principu (cca rok 96 n. l.) až do dvacátého století, kdy se umění Takeda-rjú a z něj vycházející školy začali vyučovat veřejně.
| „               | Tajemství aiki je mentálně přemoci soupeře na první pohled a vyhrát bez boje. | “ |
| — Takeda Sokaku |                                                                               |   |

| „ | Aiki představuje univerzální spojující prvek zasahující do oblasti bojové, mentální i spirituální. Rozdělme si tedy princip aiki do několika vrstev a rovin. Pokud chci dobře vnímat či pracovat s energií soupeře, musím ovládnout svoji vnitřní energii a bedlivě ji naslouchat a vnímat. | “ |

## Techniky

### Daito-rjú
Běžně se říká že v Daito-rjú je 2884, ale jejich kombinování se dá získat více než 10 000 technik a každá odnož je má trochu jiné (tedy je jich více). Zde jsou napsány pouze ty které jsou systematizovány do systému přenosu, který je v Daito-rjú aikidžudžucu jedinečný. V zásadě je třeba k tomu, aby někdo mohl získat Menkyo Kaiden (plné zvládnutí umění) se naučit základy aplikované na 118 technikách zvaných Šoden, rozdělených do 7 skupin.
Rozdělení:
|   | Úroveň                                              | Počet technik |
| - | --------------------------------------------------- | ------------- |
| 1 | skrytého mokuroku (tajný přenosový svitek)          | 118           |
| 2 | aiki no džucu (omote 表 a ura 裏 *)                 | 53            |
| 3 | skryté ogi (omote 表 a ura 裏 *)                    | 36            |
| 4 | Gošin jo no te                                      | 84            |
| 5 | Kaišaku Soden                                       | 477           |
| 6 | Mistrovská licence (Menkyo Kaiden/Kaiden no koto)** | 88            |

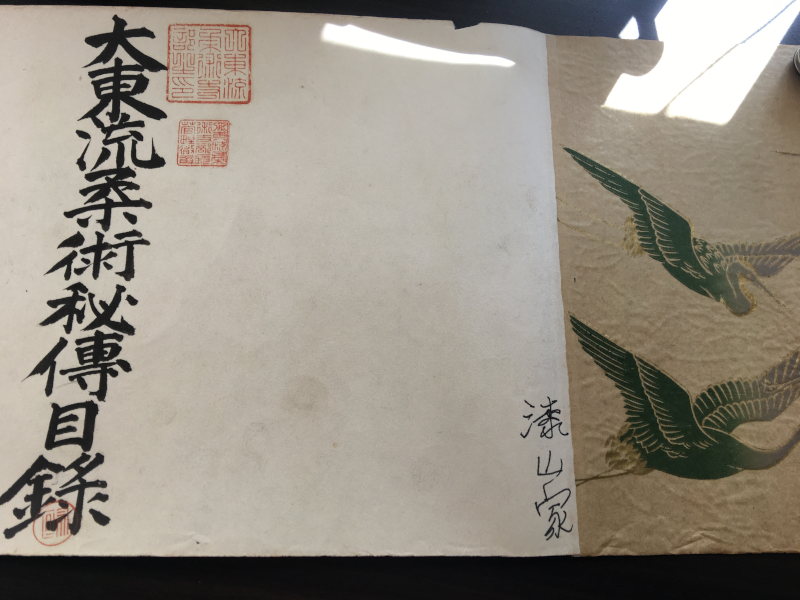
skryté Mokuroku

* Techniky zvané Omote (表) (viditelné) jsou techniky, které se učí všichni studenti Daito-rjú a takovéto techniky lze předvést veřejnosti (ukázka = enbutaikai/embukai). Techniky zvané Ura (裏) (skryté/tajemství) jsou techniky, které se učí pouze pokročilí studenti a není dovoleno je předvádět veřejnosti.  (neplést s omote a ura v aikidu kde je myšlen prostor před a za útočníkem např. technika Ikkyo Omote a Ikkyo Ura.)
** Licence plného přenosu.
Někdy ale bývá doplňováno několik dalších kategoriích:
|   | Úroveň                                            | Počet technik |
| - | ------------------------------------------------- | ------------- |
| 1 | skrytého mokuroku (tajný přenosový svitek)        | 118           |
| 2 | aiki no džucu (omote 表 a ura 裏)                 | 53            |
| 3 | skryté ogi (omote 表 a ura 裏)                    | 36            |
| 4 | Daito-rjú aiki nito-rjú hiden                     |               |
| 5 | Gošin jo no te                                    | 84            |
| 6 | Kaišaku Soden                                     | 477           |
| 7 | Seito Soden (Seito soden no kato)                 | 123           |
| 8 | Mistrovská licence (Menkyo Kaiden/Kaiden no koto) | 88            |

| Shrnutí základních technik je: |                     |                       |                     |                        |                        |
| Waza                           | Idori居捕           | Hanzahantači 半座半立 | Tačiai 立           | Uširodori 後捕         | Jonkadžo 四箇          |
| Ikkadžo                        | Ippondori 一本捕    | Hanminage 半身投      | Ippondori 一本捕    | Tateeridori立襟捕      | Uragote 裏小手         |
| 一ケ条                         | Gjakuutedori 逆腕捕 | Uraotoši 裏落         | Gjakuutedori 逆腕捕 | Rjokatahineri 両肩捻   | Učigote 内小手         |
|                                | Kurumadaoši 車倒    | Izori 居反            | Kurumadaoši 車倒    | Rjouhidžigaeši 両引返  | Kakaekubi 抱頸         |
|                                | Kotegaeši 小手返    | Kataotoši 肩落        | Kotegaeši 小手返    | Kataotoši 肩落         | Temakurazume 手枕詰    |
|                                | Karaminage 絡投     | Iriminage 入身投      | Karaminage 絡投     | Dakidžimedori 抱捕     | Wakidoriura 脇捕裏     |
|                                | Dakidžime 抱絞      |                       | Oraotoši オラ落     |                        | Wakidoriomote 脇捕表   |
|                                | Šimekaeši 絞返      |                       | Obiotoši 帯落       |                        | Iričigai 入違          |
|                                | Hidžigaeši 肘返     |                       | Košiguruma 腰車     |                        | Tacumaki 竜巻=         |
|                                | Nukitedori 抜手踊   |                       | Kirikaeši 切返      |                        | Izori 居反             |
|                                | Hizadžime 膝締      |                       | Šihonage 四方投     |                        | Uraotoši 裏落          |
| Nikadžo                        | Gjakudasuki 逆襷    | Šutozume 手刀詰       | Gjakudasuki 逆襷    | Cukitaoši 突落         | Senrjú 潜龍            |
| 二か条                         | Kotegaeši 小手返    | Kotegaeši 小手返      | Kotegaeši 小手返    | Sukuinage 掬投         | Wakizumeotoši 脇詰落   |
|                                | Hidžikudžiki 肘挫   | Hidžikudžiki 肘挫     | Seoinage 背負       | Hidžikudžiki 肘挫      | Kasuminage 霞投        |
|                                | Gjakugote 逆小手    | Susodori 裾捕         | Susobarai 裾払      | Gjakugote 逆小手       | Hadakadžime 裸締       |
|                                | Šutozume 手刀詰     | Rimizume り身詰       | Kubinage 首投       | Kubinage 首投          | Darumagaeši 達磨返     |
|                                | Kubihineri 首捻     |                       | Šutozume 手刀詰     |                        |                        |
|                                | Kotezume 小手詰     |                       | Hikiotoši 曳落      |                        |                        |
|                                | Katahadori 片羽捕   |                       | Kataguruma 肩車     |                        |                        |
|                                | Kamatezume 鎌手詰   |                       | Košiguruma 腰車     |                        |                        |
|                                | Konohagaeši 木葉返  |                       | Sekudžiki 背挫      |                        |                        |
| Sankadžo                       | Curiotoši吊り落     | Makizume 巻詰         | Curiotoši 吊り落    | Makizumeotoši 巻込落   | Gokadžo 五箇           |
| 三か条                         | Temakura            | Hidžikudžiki 肘挫     | Sotogote 外小手     | Udegaeši 腕返          | Makikomikudžiki 巻込挫 |
|                                | Makizume 巻詰       | Katahagaeši片羽返     | Makizume 巻詰       | Wakigarami 腋緘        | Kobangaeši 小判返      |
|                                | Sotogote 外小手     | Ašidžime 足緘         | Wakizume 腋詰       | Kiriha 切刃            | Kannukizume 関詰       |
|                                | Kobušigaeši 拳返    | Wakikudžiki 脇挫      | Gansekiotoši 岩石落 | Kataudenage 肩腕投     | Enma 炎魔              |
|                                | Kakaekudžiki 抱え挫 |                       | Kubiwa 首輪         |                        | Šumoku 種木            |
|                                | Karamizume 絡詰     |                       | Učiudegaeši 内腕返  |                        | Takiotoši 滝落         |
|                                | Kiriha 切刃         |                       | Šičiribiki 七里引   |                        |                        |
|                                | Utiudegaeši 腕返    |                       | Ipponkacugi 一本掮  |                        |                        |
|                                | Gassjoudori 合掌捕  |                       | Šihonage 四方投     |                        |                        |
| Ikkadžo                        | Gjakuutedori 虐腕捕 | Hanminage 半身投      | Gjakuutedori 虐腕捕 | Tateeridori 立腋捕     |                        |
| 一ケ条                         | Hidžikaeši 引返     | Uraotoši 裏落         | Kurumadaoši 車倒    | Rjokatahineri 両肩捻り | Bodori 棒捕            |
| Uragata                        | Kurumadaoši 車倒    | Izori 居反り          | Ippondori 一本捕    | Rjohidžigaeši 両肘返   | Tankendori 旦剣捕      |
| 漢字                           | Šimekaeši 絞め返    | Iriminage 入身投      | Košiguruma 腰車     | Dakidžimedori 抱絞捕   | Tačidori 立ち捕        |
|                                | Karaminage 絡投     | Kataotoši 肩落        | Karaminage 絡投     | Kataotoši 肩落         | Kasadori笠取           |
|                                | Dakidžime 抱き抱    |                       | Obiotoši 帯落       |                        | Taninzudori 動画捕     |
|                                | Kotegaeši 小手返    |                       | Kotegaeši 小手返    |                        | Emonodori 衣紋捕       |
|                                | Nukitedori 貫手捕   |                       | Kirikaeši 切返し    |                        |                        |
|                                | Hizadžime 膝締      |                       | Šihonage 四方投     |                        |                        |
| Nikadžo                        | Gjakudasuki 逆襷    | Irimizume 入身        | Gjakudasuki 逆襷    | Tukitaoši 瀧落         | Kuden 口伝             |
| 二か条                         | Kotegaeši 小手返    | Kotegaeši 小手返      | Kotegaeši 小手返    | Sukuinage 掬投         | Asagaonote 朝顔の手    |
| Uragata                        | Hidžikudžiki 引挫   | Hidžikudžiki 引挫     | Kubinage 首投       | Kubinage 首投          | Takanotume             |
| 漢字                           | Konohagaeši 木葉返  | Susodori 裾捕         | Susobarai 裾払      | Susodori 裾捕          | Nonakanomaku           |
|                                | Šutozume 手刀詰     | Šutozume 手刀詰       | Šutozume 手刀詰     | Gjakugote 逆小手       | Kuzuši 崩し            |
|                                | Kubihineri 首捻     |                       | Seoinage 背負       |                        | Rakka 落下             |
|                                | Kotezume 小手詰     |                       | Hikiotoši 曳落      |                        | Nawa 縄                |
|                                | Katahadori 片羽捕   |                       | Kataguruma 胸車     |                        |                        |
|                                | Kamatezume 鎌手詰   |                       | Košiguruma 腰車     |                        |                        |
|                                | Gjakugote 逆小手    |                       | Sekudžiki 背挫      |                        |                        |

## Obrázky

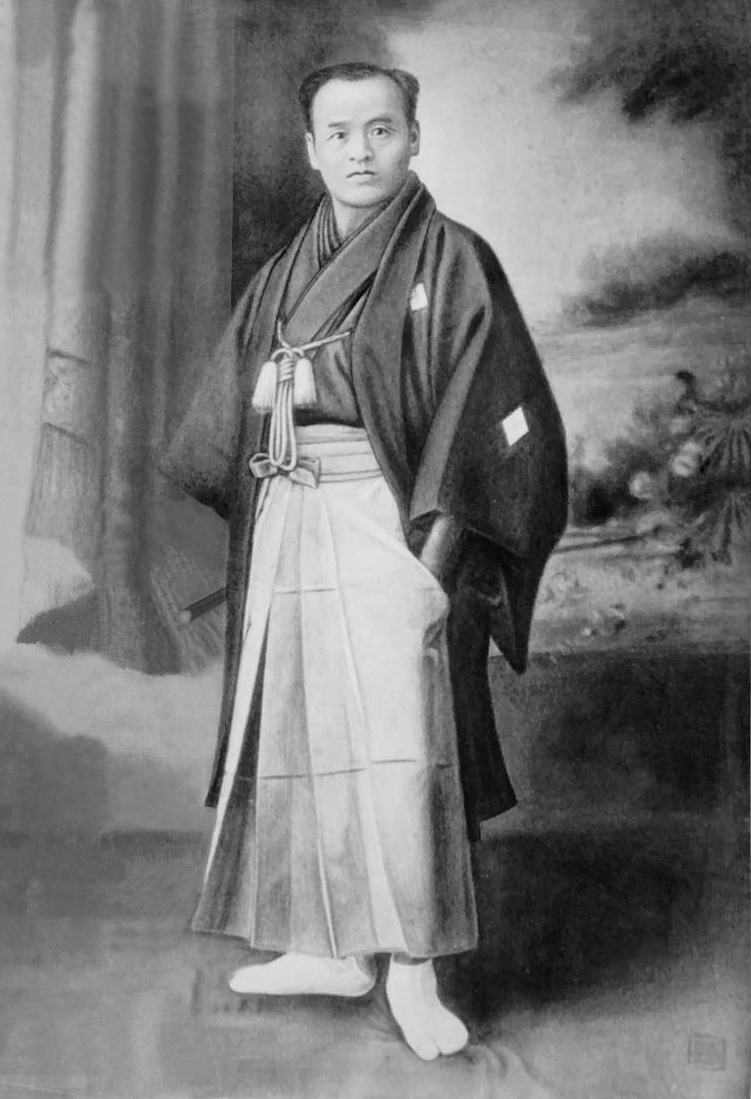
Takeda Sokaku - 9. Soke Daito-rjú
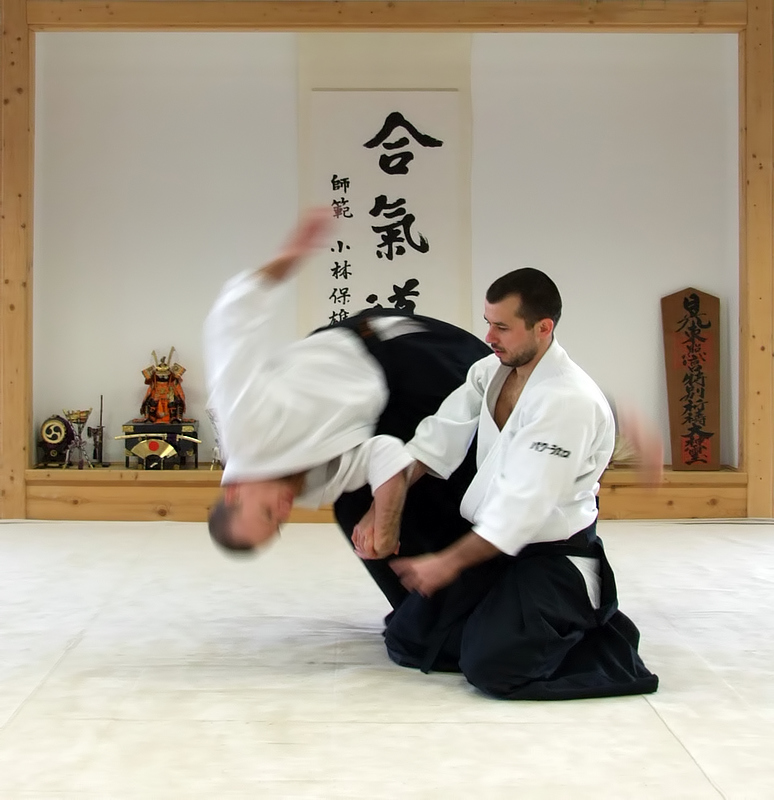
Aikido (tehnika Šihonage)
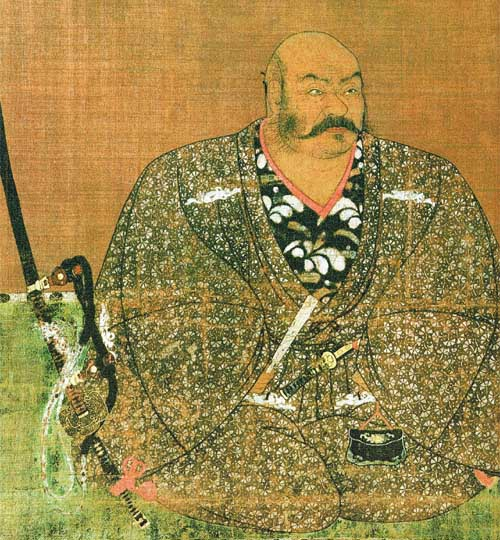
Takeda Šingen (1. soke Šingen-rjú)
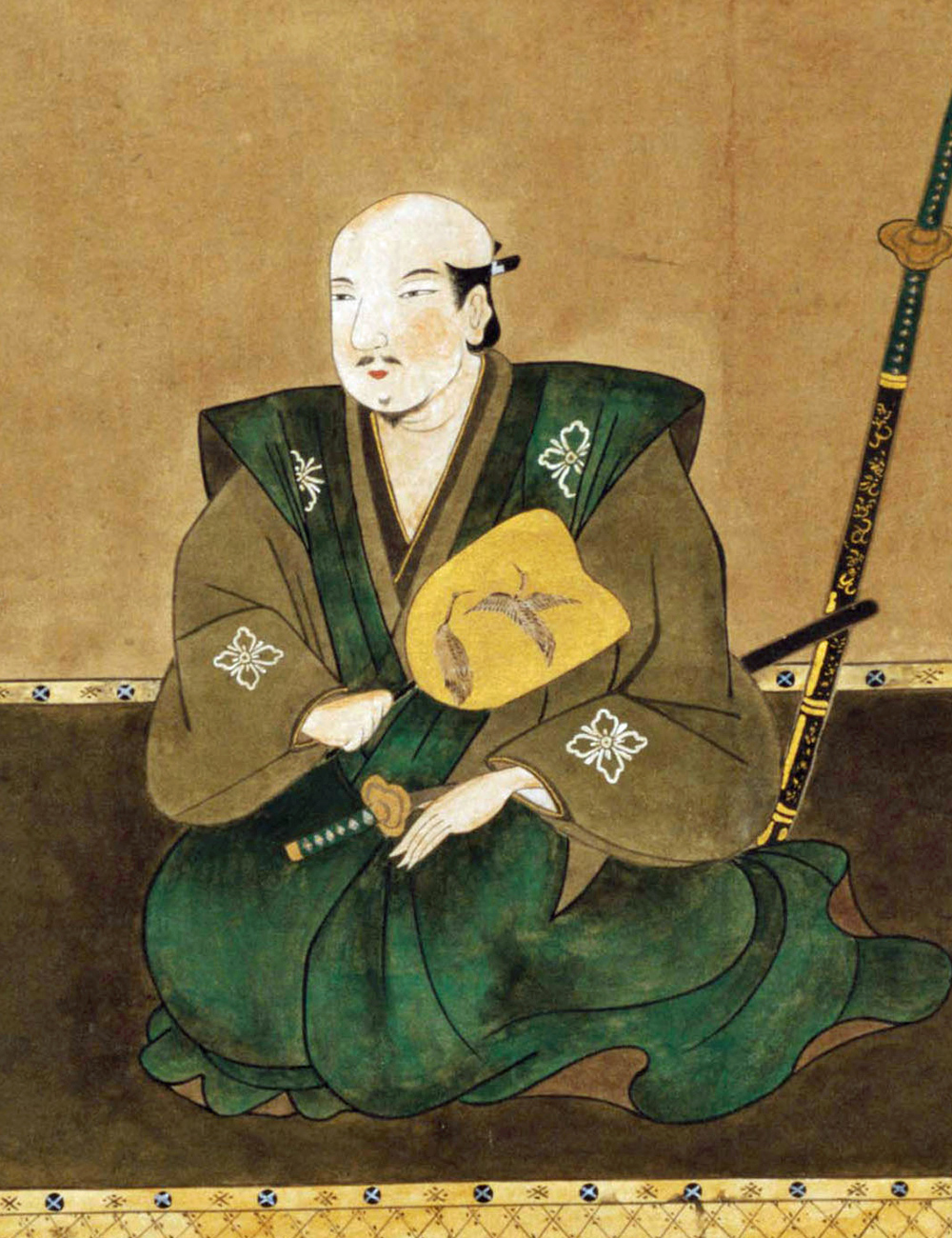
Takeda Kacujori (2. soke Šingen-rjú)
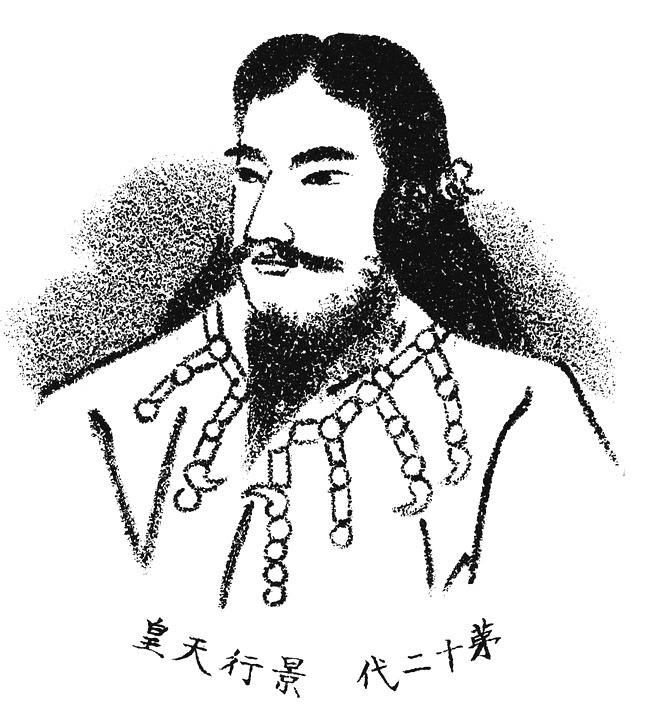
Císař Keiko (1. patron Takeda-rjú)
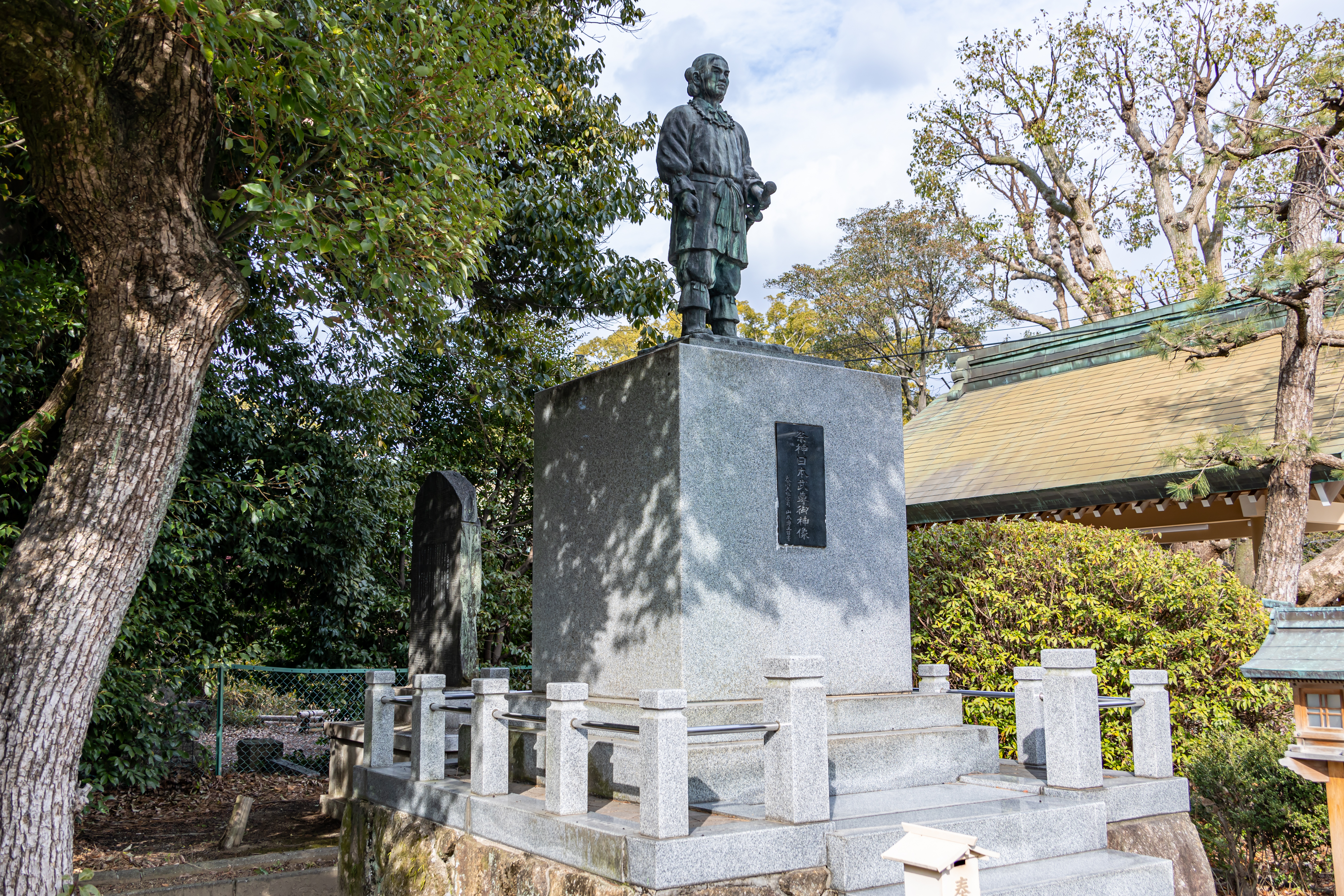
Jamato Takeru (2. patron Takeda-rjú)
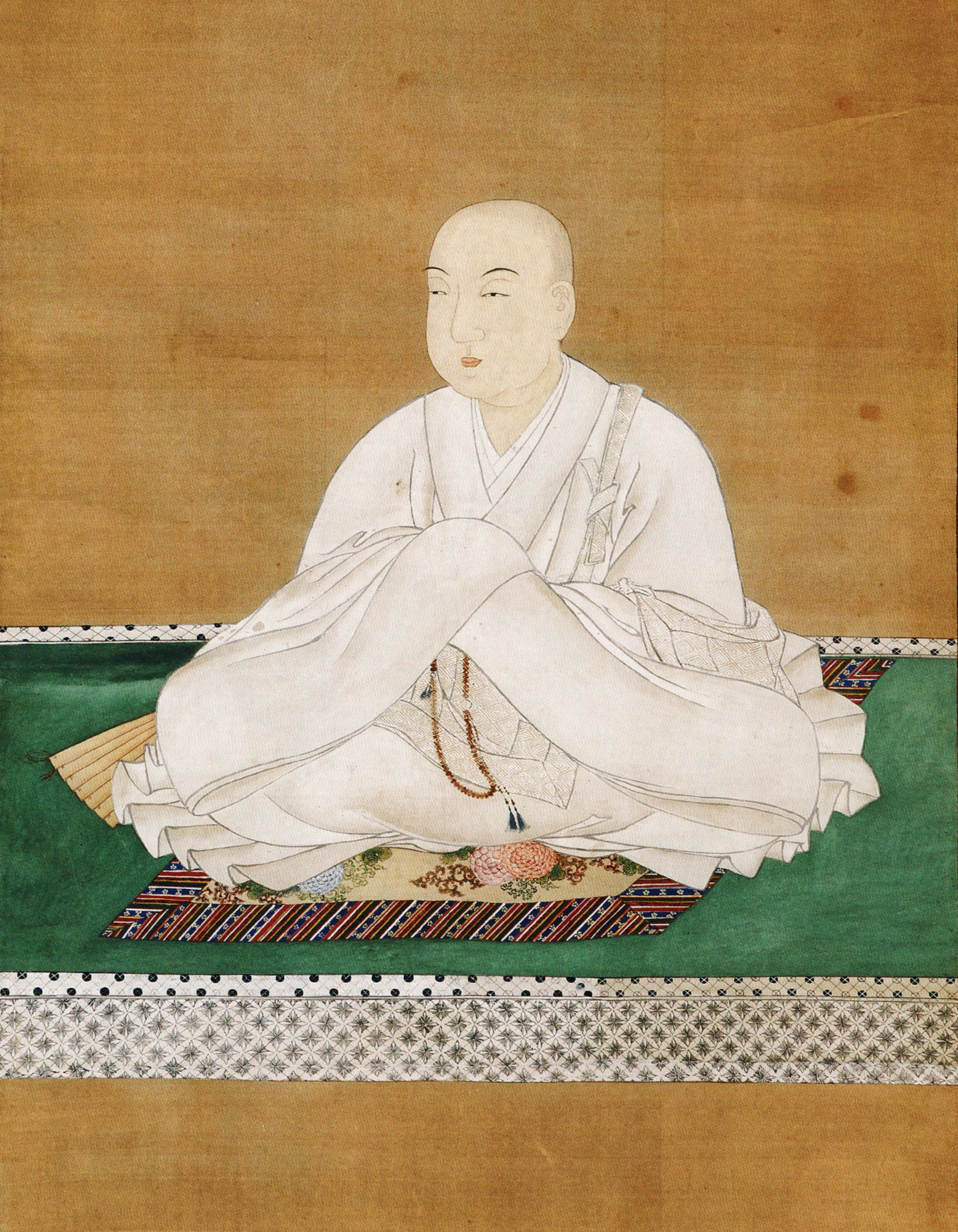
Císař Seiwa (3. patron Takeda-rjú)
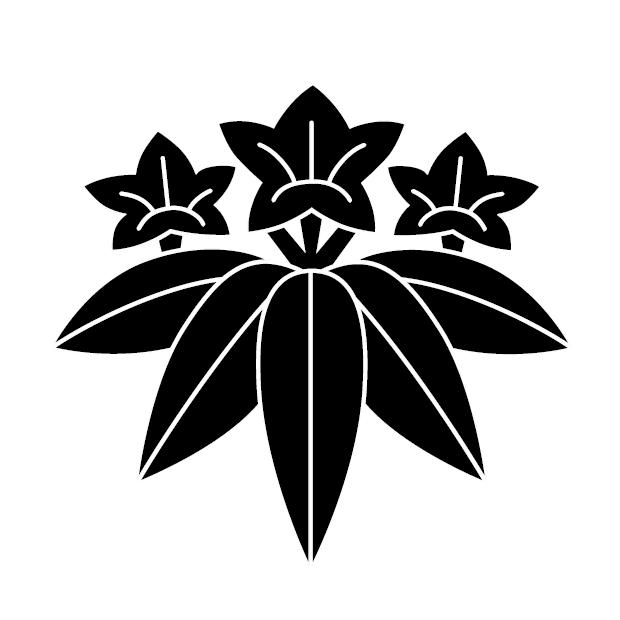
Symbol klanu Minamoto (Minamoto mon)
Symbol klanu Takeda (Takeda mon)
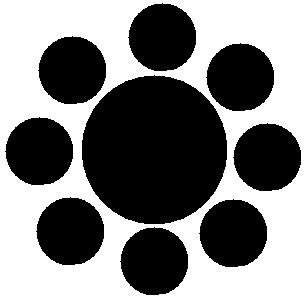
Symbol klanu Hosokawa (Hosokawa mon)
Symbol klanu Hošina (Hošina mon)
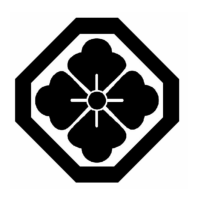
Symbol klanu Jonekura (Jonekura mon)
Symbol klanu Macudaira/Tokugawa (Macudaira/Tokugawa mon)